# 싱 스트리트
《싱 스트리트》(영어: Sing Street)는 2016년 개봉한 뮤지컬 · 성장 · 드라메디 영화다. 존 카니가 감독과 각본을 맡았으며 아일랜드의 더블린을 배경으로 하고 있다. 퍼디아 월시필로, 루시 보인턴, 마리아 도일 케네디, 잭 레이너, 켈리 손턴, 퍼디아 월시필로 등이 출연한다. 존 카니 감독이 전작들에서 성인 남녀의 사랑, 꿈, 아픔을 중점적으로 그렸다면 이번 작품은 10대 고등학생들만의 풋풋함을 담아냈다. 2016년 1월 24일 선댄스 영화제에서 처음 공개되었으며 2016년 3월 17일 아일랜드에서 개봉되었다.

## 줄거리
집안사정으로 전학을 가게 된 '코너'는 학교 앞에서 '라피나'를 보고 첫 눈에 반해 그녀의 관심을 얻기 위해 밴드를 하고 있다는 거짓말을 한다.
'라피나'에게 뮤직비디오 출연을 제안하고 승낙을 얻은 '코너'는 어설픈 멤버들을 모아 '싱 스트리트'라는 밴드를 결성하고 미래주의자, futurist를 지향하며 '듀란듀란', '아하' 등 집에 있는 음반들을 찾아가며 음악을 만들기 시작한다.
'라피나'를 위한 노래를 만들며 그녀의 마음을 움직이기 시작한 '코너'는 그녀를 위해 최고의 노래를 만들고 인생 첫 번째 콘서트를 준비하는데…

## 출연진

### 주연
- 퍼디아 월시필로 - 코너 랄로르 역, 리더 및 보컬

주인공. 전학 간 학교에서 적응하지 못하던 때에 '라피나'에게 첫눈에 반해 밴드를 결성한다.
- 루시 보인턴 - 라피나 역

여자 주인공. 모델의 꿈을 꾸며 영국으로 가고 싶어한다. '코너'의 제안에 밴드 뮤직비디오 출연을 결심한다.
- 잭 레이너 - 브렌던 역, 코너의 형

'코너'의 형. 코너가 음악에 관심을 갖는데에 가장 큰 영향을 미쳤다. 밴드의 방향성을 잡는데 큰 도움을 준다.
- 마크 매케나 - 에이먼 역, 작곡 및 기타

밴드 '싱스트리트'의 정신적 지주. 기타를 비롯한 각종 악기를 능숙하게 다루며 작곡과 프로듀싱에 능통해 밴드에 가장 큰 도움을 주었다.

### 조연
- 에이던 길런 - 로버트 역, 코너의 아버지

'코너'의 아버지. 80년대 음악에 편견을 가지고 있으며, 직업을 잃고 무능한 모습을 보여준다.
- 마리아 도일 케네디 - 페니 역, 코너의 어머니

'코너'의 어머니. 회사 상사와 바람이 난다.
- 켈리 손턴 - 앤 역, 코너의 누나
- 벤 캐롤런 - 대런 역, 프로듀서 및 촬영
- 퍼시 체임버루카 - 잉기 역, 키보드
- 코너 해밀턴 - 래리 역, 드럼
- 칼 라이스 - 개리 역, 베이스
- 이언 케니 - 배리 역, 보디가드
- 돈 와이철리 - 백스터 역
- 리디아 맥기니스 - 듄 역

## 한국판 성우진(KBS) (2017년 1월 29일)
- 남도형 - 코너(퍼디아 월시필로)
- 안찬이 - 라피나(루시 보인턴)
- 위훈 - 브레든(잭 레이너)
- 곽윤상 - 코너의 아빠(에이던 길런)
- 최정현 - 코너의 엄마(마리아 도일 케네디)
- 배영규 - 에이먼(마크 맥케나)
- 김현정 - 앤(케리 손턴)
- 이장원 - 백스터(돈 와이철리)
- 배진홍 - 대런(벤 캐롤란)
- 사성웅 - 배리(이언 케니)
- 김자연 - 개리(칼 라이스)
- 조민수 - 잉기(퍼시 체임버루카)
- 박진우 - 래리(코너 해미턴)

### KBS판 스태프
- 책임프로듀서 - 김정중
- 번역 - 최성연
- 녹음 - 안호성
- 제작편집 - 황인규
- CG - 권미정
- 연출 - 김웅종
- 기획 - KBS 한국방송
- 우리말제작 - KBS 미디어

## 음악
'싱 스트리트 OST'앨범으로 2016년 4월 18일에 발매했다. 발매사는 Universal Music이며 장르는 Foreign Movie이다.

### 수록곡
| #   | 제목                                 | 음악가                 | 재생 시간 |
| --- | ------------------------------------ | ---------------------- | --------- |
| 1.  | 〈Rock N Roll is A Risk (Dialogue)〉 | Jack Reynor            |           |
| 2.  | 〈Stay clean〉                       | Motorhead              |           |
| 3.  | 〈The riddle of model〉              | Sing street            | 1:48      |
| 4.  | 〈Up〉                               | Sing street            | 2:48      |
| 5.  | 〈To find you〉                      | Sing street            | 3:20      |
| 6.  | 〈Town Called Malice〉               | the jam                |           |
| 7.  | 〈Inbetween Days〉                   | The cure               |           |
| 8.  | 〈A beautiful sea〉                  | Sing street            | 3:03      |
| 9.  | 〈Maneater〉                         | Daryl Hall, John Oates |           |
| 10. | 〈Steppin’Out〉                      | Joe Jackson            |           |
| 11. | 〈Drive it like you stole it〉       | Sing street            | 3:36      |
| 12. | 〈Up (Bedroom Mix)〉                 | Sing street            | 1:53      |
| 13. | 〈Pop Muzix〉                        | M                      |           |
| 14. | 〈Girls〉                            | Sing street            | 1:57      |
| 15. | 〈Brown Shoes〉                      | Sing street            | 2:51      |
| 16. | 〈Go now〉                           | Adam Levine (Maroon 5) |           |

### 삽입곡
- The Cure
- DuranDuran
- A-HA
- The Clash
- Hall&Oates
- Spandau Ballet
- The Jam

## 수상 및 후보
- 제 74회 골든 글로브 시상식 (작품상-뮤지컬코미디)- 후보
- 제 37회 런던 비평가 협회상 (영국작품상)- 후보
- 제 37회 런던 비평가 협회상 (기술공헌상)- 후보
- 제 11회 로마 국제영화제 (오피셜 셀렉션)- 후보
- 제 31회 마르델플라타 국제영화제 (Mar de chicos)- 후보
- 제 31회 마르델플라타 국제영화제 (파노라마)- 후보
- 제 9회 FILM LIVE: KT&G 상상마당 음악영화제 (음악영화 신작전)- 후보
- 제 36회 하와이국제영화제 (내러티브 부문)- 후보
- 제 63회 시드니 영화제 (포커스 온 아일랜드)- 후보
- 제 32회 선댄스영화제 (프리미어)- 후보
- 제 10회 달라스 국제 영화제 (프리미어 시리즈)- 후보
- 제 42회 도빌 아메리칸 영화제 (경쟁 부문)- 후보
- 제 63회 시드니 영화제 (스페셜 프레젠테이션)- 후보

## 흥행
- 2016년 5월 다양성영화 흥행작 상위 10위 차트에서 1위에 이름을 올림[2]

| 순위 | 영화명      | 배급사       | 개봉일     | 국적     | 스크린수(개) | 매출액 (백만원) | 관객수(천명) |
| ---- | ----------- | ------------ | ---------- | -------- | ------------ | --------------- | ------------ |
| 1    | 싱 스트리트 | (주)이수 C&E | 2016-05-19 | 아일랜드 | 492          | 3,121           | 385          |

- 박스오피스 개봉 10일간의 통계정보[3]

| 날짜            | 스크린수 | 매출액      | 관객수 | 누적매출액    | 누적매출액 | 상영횟수 | 순위 |
| --------------- | -------- | ----------- | ------ | ------------- | ---------- | -------- | ---- |
| 개봉이전        | 15       | 78,406,000  | 11,405 | 78,406,000    | 11,405     | 65       | N/A  |
| 개봉1일(05/19)  | 465      | 178,996,800 | 23,170 | 257,402,800   | 34,575     | 1,881    | 3    |
| 개봉2일(05/20)  | 487      | 278,707,876 | 32,788 | 536,110,676   | 67,363     | 1,904    | 4    |
| 개봉3일(05/21)  | 494      | 468,159,776 | 54,090 | 1,004,270,452 | 121,453    | 1,637    | 5    |
| 개봉4일(05/22)  | 476      | 434,089,300 | 49,906 | 1,438,359,752 | 171,359    | 1,557    | 5    |
| 개봉5일(05/23)  | 443      | 169,824,900 | 22,093 | 1,608,184,652 | 193,452    | 1,663    | 3    |
| 개봉6일(05/24)  | 440      | 180,816,000 | 23,781 | 1,789,000,652 | 217,233    | 1,656    | 3    |
| 개봉7일(05/25)  | 368      | 130,153,800 | 21,766 | 1,919,154,452 | 238,999    | 770      | 3    |
| 개봉8일(05/26)  | 326      | 115,305,100 | 14,975 | 2,034,459,552 | 253,974    | 703      | 3    |
| 개봉9일(05/27)  | 350      | 181,254,964 | 21,374 | 2,215,714,516 | 275,348    | 739      | 3    |
| 개봉10일(05/28) | 379      | 315,837,948 | 36,714 | 2,531,552,464 | 312,062    | 747      | 4    |

- 박스오피스 전세계 총 매출[4]

Domestic(USA): $3,237,118 23.8%
+ Foreign: $10,387,404 76.2%
= Worldwide: $13,624,522
- 해외 국가별 통계[5]

| 국가           | 개봉일   | 개봉주 매출 | 총 매출 대비 퍼센트 | 총 매출     |
| -------------- | -------- | ----------- | ------------------- | ----------- |
| 해외 총 매출   | 3/18/16  | $174,472    | 1.7%                | $10,387,404 |
| 오스트레일리아 | 7/14/16  | $91,008     | 40.4%               | $225,101    |
| 벨기에         | 10/26/16 |             |                     | $23,196     |
| 프랑스         | 10/26/16 | $198,231    | 32.8%               | $604,736    |
| 독일           | 5/26/16  |             |                     | $430,772    |
| 이태리         | 11/10/16 | $125,090    | 29.9%               | $418,739    |
| 일본           | 7/9/16   |             |                     | $1,490,254  |
| 네덜란드       | 11/17/16 |             |                     | $24,338     |
| 뉴질랜드       | 6/23/16  | $22,994     | 7.5%                | $307,643    |
| 포르투갈       | 6/16/16  | $2,826      | 45.9%               | $6,160      |
| 아프리카       | 5/20/16  | $7,424      | 26.4%               | $28,091     |
| 한국           | 5/19/16  | $996,206    | 25.9%               | $3,853,653  |
| 스페인         | 9/30/16  | $85,879     | 35.5%               | $241,741    |
| 태국           | 6/30/16  | $68,782     | 38%                 | $180,925    |
| 영국           | 3/18/16  | $240,726    | 13.1%               | $1,836,700  |

## 반응

### 영화
《싱 스트리트》는 비평가들에게 호평을 받았다. 비평 모음 웹사이트 로튼 토마토에서 25개 비평을 기반으로 신선도 96%를 유지하고 있으며 10점 만점에 평균 8.3점을 기록 중이다. 메타크리틱에서는 8개의 비평을 기반으로 100점 만점에 평균 76점을 기록하며 "대체로 호의적"인 반응을 보여주고 있다.
국내 기자•평론가들에게 스토리, 비주얼, 연출, 연기 모두 평균적으로 호평받았다. 네이버 영화에서 9명의 기자와 저널리스트의 비평을 기반으로 10점 만점에 6.81을 기록하고있다.

### 음악
싱스트리트의 음악 또한 80년대의 특유의 감성을 살려 호평을 받았다. 'Tracks from ‘80s icons like The Cure and Duran Duran join the film’s deliriously catchy originals.'